# Pirografia

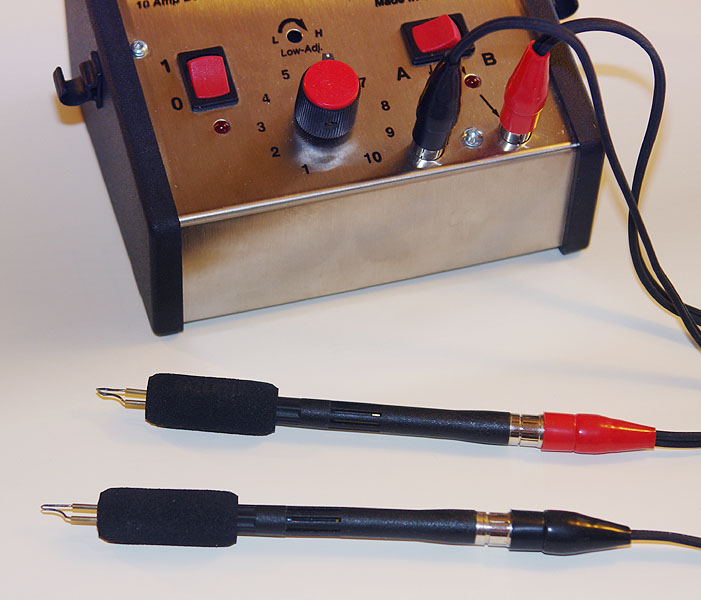
Pirograf

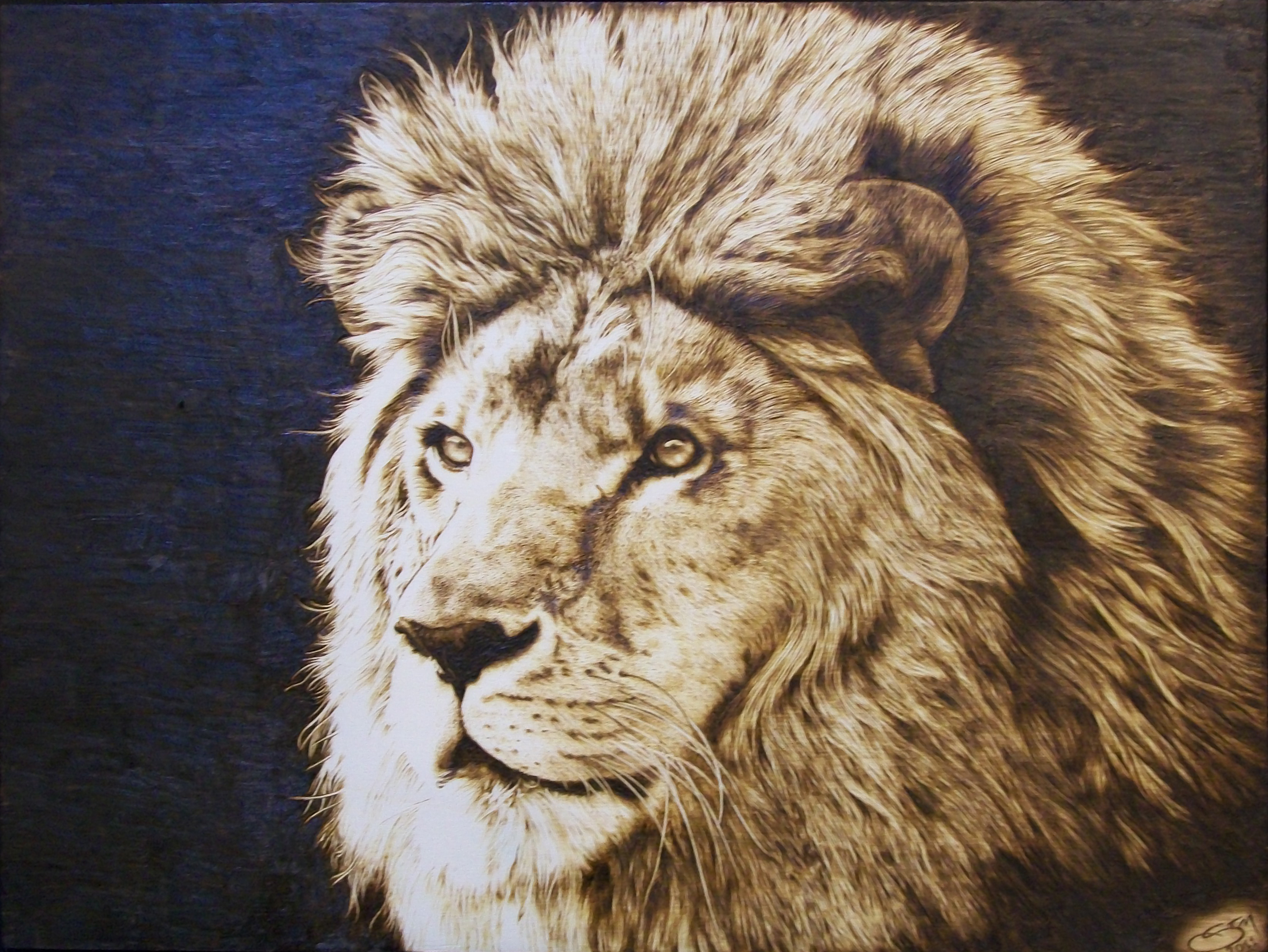
Wizerunek lwiego pyska wypalony pirografem w drewnie topoli

Pirografia – technika druku wypukłego. Matrycę przygotowuje się wypalając rysunek na drewnie przy użyciu pirografu – narzędzia z metalową końcówką rozgrzewaną za pomocą prądu. Pirografy pojawiły się w połowie XX wieku.
Pirografia jest także techniką zdobniczą polegającą na wypalaniu wzorów na drewnie, skórze lub innym materiale przy pomocy rozgrzanego rylca lub pirografu. Technikę pirografii wykorzystuje w swojej twórczości polska artystka Zuzanna Dolega.